# Canciones 1996-2006
Canciones 1996-2006 es un álbum recopilatorio del músico español Enrique Bunbury que salió en el año 2006 con el sello de Capitol, el álbum contiene en su edición estándar un CD con 16 temas y, en la edición especial, dos CD con 28 cortes y un DVD con todos sus vídeoclips y una entrevista, que recopilan la trayectoria del zaragozano desde que abandonó Héroes del Silencio y hasta finales de 2005 cuando suspendió su gira por España y América.
El compacto estándar, incluye canciones como «El club de los imposibles», «El Extranjero», «De Mayor», «El Viento a Favor», «Alicia (Expulsada al País de las Maravillas)», «Infinito» o «Lady Blue», así como versiones de «Sí» (Adriá Puntí), «Apuesta Por El Rocanrol» (Más birras), o «El Jinete» (José Alfredo Jiménez).
En la versión especial, destacan una grabación de «Salomé», «L'Amour» y «La Señorita Hermafrodita» registradas durante el Freak Show, y dos canciones del proyecto paralelo Bushido: «Desmejorado» y «Sex Food».

## Lista de canciones[1]

### Edición estándar
Todas las canciones escritas y compuestas por Enrique Bunbury, excepto donde se indica. 
| N.º     | Título                                         | Escritor(es)                   | Álbum original            | Duración |  |
| 1.      | «El club de los imposibles»                    |                                | Flamingos                 | 4:48     |  |
| 2.      | «El extranjero»                                | Enrique Bunbury Copi Corellano | Pequeño                   | 4:26     |  |
| 3.      | «De mayor»                                     | Bunbury Copi Ramón Gacías Royo | Pequeño                   | 4:41     |  |
| 4.      | «Que tengas suertecita»                        |                                | El viaje a ninguna parte  | 4:22     |  |
| 5.      | «El viento a favor» (Opción Barcelona)         |                                | Pequeño                   | 4:14     |  |
| 6.      | «Los restos del naufragio»                     |                                | El viaje a ninguna parte  | 3:26     |  |
| 7.      | «Alicia (expulsada al País de las Maravillas)» |                                | Radical Sonora            | 3:42     |  |
| 8.      | «El rescate»                                   |                                | El viaje a ninguna parte  | 4:24     |  |
| 9.      | «Infinito»                                     |                                | Pequeño                   | 3:56     |  |
| 10.     | «Lady Blue»                                    |                                | Flamingos                 | 5:29     |  |
| 11.     | «Sí»                                           | Adrià Puntí                    | Flamingos                 | 3:24     |  |
| 12.     | «Apuesta por el rocanrol»                      | Gabriel Sopeña Mauricio Aznar  | Pequeño cabaret ambulante | 3:50     |  |
| 13.     | «El jinete»                                    | José Alfredo Jiménez           | Pequeño cabaret ambulante | 5:10     |  |
| 14.     | «Sácame de aquí»                               |                                | Flamingos                 | 4:31     |  |
| 15.     | «...Y al final»                                |                                | Flamingos                 | 4:22     |  |
| 16.     | «Canto (el mismo dolor)»                       |                                | El viaje a ninguna parte  | 4:21     |  |
| 1:09:06 |                                                |                                |                           |          |  |

### Edición especial

#### Versión CD
Todas las canciones escritas y compuestas por Enrique Bunbury, excepto donde se indica. 
| CD 1  |                                                |                                        |                          |          |  |
| N.º   | Título                                         | Escritor(es)                           | Álbum original           | Duración |  |
| 1.    | «El club de los imposibles»                    |                                        | Flamingos                | 4:46     |  |
| 2.    | «El extranjero»                                | Enrique Bunbury Copi Corellano         | Pequeño                  | 4:18     |  |
| 3.    | «De mayor»                                     | Bunbury Copi Ramón Gacías Royo         | Pequeño                  | 4:35     |  |
| 4.    | «Que tengas suertecita»                        |                                        | El viaje a ninguna parte | 4:19     |  |
| 5.    | «Salomé» (Versión "Freak Show")                |                                        | Freak Show               | 4:16     |  |
| 6.    | «Desmejorado» (Versión Teatro Principal)       | A. Martínez Bunbury Carlos Ann Shuarma | Bushido                  | 4:15     |  |
| 7.    | «El viento a favor» (Opción Barcelona)         |                                        | Pequeño                  | 4:00     |  |
| 8.    | «Los restos del naufragio»                     |                                        | El viaje a ninguna parte | 3:24     |  |
| 9.    | «Alicia (expulsada al País de las Maravillas"» |                                        | Radical Sonora           | 3:42     |  |
| 10.   | «El rescate»                                   |                                        | El viaje a ninguna parte | 4:21     |  |
| 11.   | «Lady Blue»                                    |                                        | Flamingos                | 5:24     |  |
| 12.   | «San Cosme y San Damián»                       | Bunbury Rafael Domínguez               | Flamingos                | 3:52     |  |
| 13.   | «Sex Food»                                     | Martínez Bunbury Ann Shuarma           | Bushido                  | 4:32     |  |
| 14.   | «Algo en común»                                | Bunbury Copi                           | Pequeño                  | 3:51     |  |
| 59:35 |                                                |                                        |                          |          |  |

| CD 2    |                                                  |                                        |                                         |          |  |
| N.º     | Título                                           | Escritor(es)                           | Álbum original                          | Duración |  |
| 1.      | «Sí»                                             | Adrià Puntí                            | Flamingos                               | 3:21     |  |
| 2.      | «Apuesta por el rocanrol»                        | Gabriel Sopeña Mauricio Aznar          | Pequeño cabaret ambulante               | 3:48     |  |
| 3.      | «Anidando liendres»                              | Enrique Bunbury Copi Corellano         | El viaje a ninguna parte                | 3:45     |  |
| 4.      | «Enganchando a ti»                               |                                        | Flamingos                               | 3:56     |  |
| 5.      | «L'Amour» (con Carlos Ann; versión "Freak Show") | A. Martínez Bunbury Carlos Ann Shuarma | Freak Show                              | 4:47     |  |
| 6.      | «Sácame de aquí»                                 |                                        | Flamingos                               | 4:28     |  |
| 7.      | «La señora hermafrodita» (versión Freak Show)    |                                        | Freak Show                              | 4:40     |  |
| 8.      | «El jinete»                                      | José Alfredo Jiménez                   | Pequeño cabaret ambulante               | 9:08     |  |
| 9.      | «Infinito»                                       |                                        | Pequeño                                 | 3:56     |  |
| 10.     | «Aunque no sea conmigo»                          | Chago Díaz                             | Que te vaya bonito. Un tributo a Mexico | 3:30     |  |
| 11.     | «Una canción triste»                             |                                        | El viaje a ninguna parte                | 2:59     |  |
| 12.     | «El aragonés errante»                            |                                        | El viaje a ninguna parte                | 3:23     |  |
| 13.     | «...Y al final»                                  |                                        | Flamingos                               | 4:19     |  |
| 14.     | «Canto (el mismo dolor)»                         |                                        | El viaje a ninguna parte                | 4:21     |  |
| 1:00:21 |                                                  |                                        |                                         |          |  |

#### Versión DVD[2]
Todas las canciones escritas y compuestas por Enrique Bunbury, excepto donde se indica. 
| N.º     | Título                                                          | Escritor(es)                                     | Álbum original                          | Duración |  |
| 1.      | «El club de los imposibles» (Directo Zaragoza)                  |                                                  | Flamingos                               | 5:37     |  |
| 2.      | «De mayor» (Videoclip)                                          | Enrique Bunbury Copi Corellano Ramón Gacías Royo | Pequeño                                 | 4:40     |  |
| 3.      | «El extranjero» (Directo Madrid)                                | Bunbury Copi                                     | Pequeño                                 | 3:59     |  |
| 4.      | «Salomé» (Directo)                                              |                                                  | Radical Sonora                          | 5:24     |  |
| 5.      | «Que tengas suertecita» (Videoclip)                             |                                                  | El viaje a ninguna parte                | 4:21     |  |
| 6.      | «El viento a favor» (Videoclip)                                 |                                                  | Pequeño                                 | 4:20     |  |
| 7.      | «Los restos del naufragio» (Videoclip)                          |                                                  | El viaje a ninguna parte                | 3:20     |  |
| 8.      | «Alicia (expulsada al País de las Maravillas)» (Videoclip)      |                                                  | Radical Sonora                          | 3:42     |  |
| 9.      | «El rescate» (Videoclip)                                        |                                                  | El viaje a ninguna parte                | 4:20     |  |
| 10.     | «Lady Blue» (Videoclip)                                         |                                                  | Flamingos                               | 4:42     |  |
| 11.     | «San Cosme y San Damián» (Videoclip)                            | Bunbury Rafael Domínguez                         | Flamingos                               | 3:54     |  |
| 12.     | «Apuesta por el rocanrol» (Directo Zaragoza)                    |                                                  | Pequeño cabaret ambulante               | 4:24     |  |
| 13.     | «Sí» (Videoclip)                                                | Adrià Puntí                                      | Flamingos                               | 3:30     |  |
| 14.     | «Infinito» (Directo Zaragoza)                                   |                                                  | Pequeño                                 | 5:19     |  |
| 15.     | «Enganchado a ti» (Directo Madrid)                              |                                                  | Flamingos                               | 6:15     |  |
| 16.     | «Anidando liendres» (Directo)                                   | Bunbury Copi                                     | El viaje a ninguna parte                | 3:44     |  |
| 17.     | «La señora hermafrodita» (Directo)                              |                                                  | El viaje a ninguna parte                | 4:13     |  |
| 18.     | «Aunque no sea conmigo» (Directo Madrid)                        | Chago Díaz                                       | Que te vaya bonito. Un tributo a Mexico | 3:46     |  |
| 19.     | «Sácame de aquí» (Videoclip)                                    |                                                  | Flamingos                               | 4:28     |  |
| 20.     | «...Y al final» (Directo Madrid)                                |                                                  | Flamingos                               | 4:47     |  |
| 21.     | «Algo en común» (Directo Madrid)                                | Bunbury Copi                                     | Pequeño                                 | 3:45     |  |
| 22.     | «Canto (el mismo dolor)» (Videoclip)                            |                                                  | El viaje a ninguna parte                | 4:18     |  |
| 23.     | «Una canción triste» (Videoclip; Parte de Bunbury en La Habana) |                                                  | El viaje a ninguna parte                | 2:55     |  |
| 1:39:43 |                                                                 |                                                  |                                         |          |  |

## Contenido exclusivo del DVD
Además de las canciones normales, la edición especial en DVD también contiene el documental inédito Bunbury en La Habana, que contiene, además del videoclip de "Una canción triste", una entrevista realizada por Carlos Tena a Bunbury.

## Sencillos
| N.º | Título               | Año de publicación |
| --- | -------------------- | ------------------ |
| 1.  | "Una Canción Triste" | 2006               |